# Rogério Matias
Rogério Pedro Campinho Marques Matias (Vila Franca de Xira, 22 oktober 1974) is een Portugees voormalig voetballer. Matias was een verdediger.

## Loopbaan
Matias speelde voornamelijk voor Portugese clubs: na korte passages bij AD Fafe, Amora FC, Académica Coimbra, União Coimbra, FC Maia en SC Campomaiorense speelde hij zes jaar lang voor Vitória SC. In 2006 tekende hij een contract voor drie seizoenen bij Standard Luik, maar daar werd zijn contract na een jaar al in onderling overleg ontbonden. Matias sloot zijn carrière uiteindelijk af bij Rio Ave FC.

### Nationale ploeg
Matias werd in 2003 voor het eerst opgeroepen voor het Portugees voetbalelftal en maakte op 2 april 2003 zijn debuut tegen Macedonië: hij viel in de 58e minuut in voor Rui Jorge. Hij speelde in het totaal vijf interlands.
| Interlands van Rogério Matias voor Portugal | Interlands van Rogério Matias voor Portugal | Interlands van Rogério Matias voor Portugal | Interlands van Rogério Matias voor Portugal | Interlands van Rogério Matias voor Portugal | Interlands van Rogério Matias voor Portugal |
| No.                                         | Datum                                       | Wedstrijd                                   | Uitslag                                     | Soort Wedstrijd                             | Doelpunten                                  |
| Als speler bij Vitória SC                   | Als speler bij Vitória SC                   | Als speler bij Vitória SC                   | Als speler bij Vitória SC                   | Als speler bij Vitória SC                   | Als speler bij Vitória SC                   |
| ------------------------------------------- | ------------------------------------------- | ------------------------------------------- | ------------------------------------------- | ------------------------------------------- | ------------------------------------------- |
| 1.                                          | 2 april 2003                                | Macedonië – Portugal                        | 0 – 1                                       | Vriendschappelijk                           | 0                                           |
| 2.                                          | 10 juni 2003                                | Portugal – Bolivia                          | 4 – 0                                       | Vriendschappelijk                           | 0                                           |
| 3.                                          | 15 november 2003                            | Portugal - Griekenland                      | 1 – 1                                       | Vriendschappelijk                           | 0                                           |
| 4.                                          | 19 november 2003                            | Portugal – Koeweit                          | 8 – 0                                       | Vriendschappelijk                           | 0                                           |
| 5.                                          | 9 februari 2005                             | Ierland – Portugal                          | 1 – 0                                       | Vriendschappelijk                           | 0                                           |